# Niphanda tessellata
Niphanda tessellata är en fjärilsart som beskrevs av Moore 1874. Niphanda tessellata ingår i släktet Niphanda och familjen juvelvingar. Inga underarter finns listade i Catalogue of Life.

## Bildgalleri

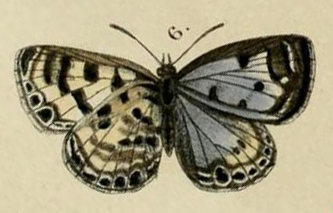